# Paolo Arri
Paolo Arri (Asti, 4 agosto 1868 – Asti, 10 gennaio 1939) è stato un pittore italiano.

## Biografia
Fu allievo di Michelangelo Pittatore, frequentò l'Accademia Albertina di Torino seguendo gli insegnamenti di Pier Celestino Gilardi. 
Si dedicò quasi esclusivamente al ritratto di rappresentanza, tipico sul finire del XIX secolo. Contribuì, insieme a Giulio Musso, ad affrescare i saloni del Municipio, la chiesa e l'atrio dell'Ospedale Civile di Asti.
Alcune sue opere sono presenti nella Pinacoteca Civica di Asti.
Negli ultimi 15 anni della sua vita, a causa della sua avversione al regime fascista, venne esonerato dall'insegnamento e lasciato ai margini della società astigiana.

## Opere
- Grandi italiani del Risorgimento (1898), diciotto ritratti, Asti, Pinacoteca Civica
  - Giuseppe Garibaldi
  - Giuseppe Mazzini
  - Camillo Benso di Cavour
  - Bettino Ricasoli
  - Vincenzo Gioberti
  - Terenzio Mamiani
  - Daniele Manin
  - Domenico Romagnosi
  - Angelo Brofferio
  - Ciro Menotti
  - Marco Minghetti
  - Niccolò Tommaseo
  - Carlo Poerio
  - Giuseppe Manno
  - Alessandro Manzoni
  - Ruggero Settimo
  - Giovanni Prati
  - Massimo d'Azeglio
- Ritratto di Giuseppe Manzone ventenne, 1908, Asti, Pinacoteca Civica
- Testa di vecchia, Asti, Pinacoteca Civica
- Vecchio militare
- Vecchio agricoltore